# Sirignano
Sirignano es uno de los 119 municipios o comunas ("comune" en italiano) de la provincia de Avellino, en la región de Campania. Con cerca de 2.366 habitantes, se extiende por una área de 6 km², teniendo una densidad de población de 394 hab/km². Linda con los municipios de Avella, Baiano, Mugnano del Cardinale, Quadrelle, Sperone, y Summonte.

## Demografía
| Gráfica de evolución demográfica de Sirignano entre 1861 y 2001 |
|                                                                 |
| Fuente ISTAT - elaboración gráfica de Wikipedia                 |